# Porcellionides nitidus
Porcellionides nitidus is een pissebed uit de familie Porcellionidae. De wetenschappelijke naam van de soort is voor het eerst geldig gepubliceerd in 1951 door Radu.